# Куинён
Куинён (вьет. Quy Nhơn) — административный центр провинции Биньдинь (Bình Định) в центральном Вьетнаме. Разделен на 16 городских и 5 сельских районов общей площадью 286 км². В 2009 году население города составляло 280 900 жителей. Исторически экономика основана на сельском хозяйстве и рыбоводстве. Но в последние годы происходит значительный сдвиг в сторону сферы услуг и туризма. Существенен и сектор производства.

## Значение города
Куинён был официально основан свыше 100 лет назад, хотя его история уходит своими корнями к княжеству Чампа периода XI века. Город известен как место рождения императора Нгуен Хюэ в XVIII веке, и, более недавно, как место крупного американского присутствия во время Войны во Вьетнаме. Рядом с Куинёном располагалась столица тямского государства Виджайя.
На сегодняшний день Куинён — экономически развитый город с неплохой инфраструктурой. Правительство считает его одним из трёх главных (наряду с Данангом и Нячангом) туристических центров юго-центрального побережья Вьетнама. Находится в 1062 км от Ханоя и в 657 км от Хошимина.
Город имеет разнообразный ландшафт: горы, леса, холмы, поля, солончаки, равнины, лагуны, озера, реки, полуострова и острова. Длина береговой линии — 42 километра.

## Экономика
Главными составляющими экономики города являются промышленность, рыбное и сельское хозяйства, деятельность морского порта и туризм. Активно развивается сфера услуг, в 1998 году она давала 55,58 % ВВП (28.40 % давало строительство, и 16,02 % — сельское, рыбное и лесное хозяйства).

## Транспорт
В 30 км от города есть аэропорт Фукат, который обслуживает компания Vietnam Airlines. Ежедневно происходят вылеты Дананг и в Хошимин.
Городская железнодорожная станция стоит на ответвлении главной линии Север-Юг.